# North Lauderdale
North Lauderdale ist eine Stadt im Broward County im US-Bundesstaat Florida mit 44.794 Einwohnern (Stand: 2020).

## Geographie
North Lauderdale liegt etwa 15 km nördlich von Fort Lauderdale und etwa 35 km nördlich von Miami. Angrenzende Kommunen sind Tamarac, Coral Springs, Margate und Fort Lauderdale.

### Klima
Die höchsten Temperaturen sind im Mai bis Oktober, mit bis zu 33 °C. Die kältesten Monate von Dezember bis Februar mit durchschnittlich nur 12 °C. Schneefall ist in der Region nahezu unbekannt.

## Geschichte
Im 17. und 18. Jahrhundert lebten hier noch die amerikanischen Ureinwohner, die Indianer vom Stamm der Abaniki sowie hauptsächlich Piraten, die auf eine Gelegenheit warteten, eine spanische Galeone zu überfallen. Damals waren viele Schiffe mit Gold und Silber beladen, wenn sie die Heimreise antraten. Oft wurden die Schiffe durch falsche Leuchtsignale auch gegen die Klippen geführt, wo die Schiffe strandeten und somit eine leichte Beute waren. Erleichtert wurde dies durch die schlechten Navigations-Hilfsmittel, die die Schiffe an Bord hatten. Ab und an kam es auch vor, dass ein Orkan die Schiffe einfach an Land spülte. So manche Familie hat in dieser Zeit den Grundstein für ihren späteren Reichtum gelegt.
Ende des 19. Jahrhunderts kamen einige kranke und ältere Menschen in diese Gegend, die sich von den sprudelnden Quellen und einem regelmäßigen Bad in den Sümpfen, entsprechend den indianischen Sagen, Heilung und Linderung versprachen. Die bekanntesten waren der Eisenbahn-Unternehmer Henry Flagler und der Architekt Addison Minzer. Letzterer entwarf in seinem Stil ein Großteil der Häuser in North Lauderdale und die, die er nicht entworfen hatte, wurden seinem Stil nachempfunden. 1925 entwarf und baute er das Bocas Cloisters Hotel, welches heute noch in einem großen Urlaubs-Komplex steht. Minzners Motto war: Wir brauchen ein paar große Snobs und die kleinen werden folgen. Dass er damit recht hatte, bewies zu Zukunft. Der erste Boom begann.
1920 hieß das Gebiet rund um das heutige Noth Lauderdale mit seinen prächtigen Hotels und schönen Eigentumswohnungen steht, noch Palmetto Scrub und war Sumpfland. An den Strand verirrte sich außer ein paar Seeleute und Angler niemand. 1956 kaufte der Investor Arthur Vinnung Davis das Bocas Cloisters Hotel für 22,5 Millionen USD. Das waren 17 Millionen mehr als der Staat USA für das ganze ehemals von Spanien besetzte Gebiet Floridas ausgegeben hatte. Der Bau- und Touristen-Boom war nicht mehr aufzuhalten.
Auch heute ist North Lauderdale eine vom Tourismus und den Winterurlaubern geprägte Stadt.

### Demographische Daten
Laut der Volkszählung 2010 verteilten sich die damaligen 41.023 Einwohner auf 14.709 Haushalte. Die Bevölkerungsdichte lag bei 4102,3 Einw./km². 33,1 % der Bevölkerung bezeichneten sich als Weiße, 53,4 % als Afroamerikaner, 0,3 % als Indianer und 2,9 % als Asian Americans. 6,5 % gaben die Angehörigkeit zu einer anderen Ethnie und 3,8 % zu mehreren Ethnien an. 25,8 % der Bevölkerung bestand aus Hispanics oder Latinos.
Im Jahr 2010 lebten in 47,7 % aller Haushalte Kinder unter 18 Jahren sowie 16,6 % aller Haushalte Personen mit mindestens 65 Jahren. 74,2 % der Haushalte waren Familienhaushalte (bestehend aus verheirateten Paaren mit oder ohne Nachkommen bzw. einem Elternteil mit Nachkomme). Die durchschnittliche Größe eines Haushalts lag bei 3,16 Personen und die durchschnittliche Familiengröße bei 3,57 Personen.
21,9 % der Bevölkerung waren jünger als 20 Jahre, 32,4 % waren 20 bis 39 Jahre alt, 25,5 % waren 40 bis 59 Jahre alt und 10,2 % waren mindestens 60 Jahre alt. Das mittlere Alter betrug 31 Jahre. 47,8 % der Bevölkerung waren männlich und 52,2 % weiblich.
Das durchschnittliche Jahreseinkommen lag bei 42.541 $, dabei lebten 20,9 % der Bevölkerung unter der Armutsgrenze
Im Jahr 2000 war Englisch die Muttersprache von 67,63 % der Bevölkerung, spanisch sprachen 20,31 % und 12,06 % hatten eine andere Muttersprache.

## Wirtschaft
Eine nennenswerte Industrie gibt es nicht. Die hauptsächlichen Beschäftigungszweige sind: Ausbildung, Gesundheit und Soziales: (16,6 %), Handel/Einzelhandel: (15,6 %), Finanzen, Versicherungen und Immobilien: (3,0 %), Baugewerbe: (10,1 %).

## Schulen
- Morrow Elementary School
- North Lauderdale Elementary School
- Pinewood Elementary School
- Silver Lakes Middle School

Weiterführende Bildungseinrichtungen gibt es im ca. 15 km entfernt liegenden Fort Lauderdale oder im etwa 35 km entfernten Miami.

## Parks und Sportmöglichkeiten
Es gibt ein breites Angebot von 17 verschiedenen Stadtparks sowie mehrere sportliche Einrichtungen sowie Spielwiesen und Möglichkeiten zum Camping. An Sportmöglichkeiten werden Softball, Baseball, Football, Basketball, Soccer und Schwimmen angeboten.

## Verkehr
Durch das Stadtgebiet führen die U.S. Highway 441, der Florida’s Turnpike und die Florida State Road 7. Die nächsten internationalen Flughäfen sind der Fort Lauderdale-Hollywood International Airport (18 km), der Miami International Airport (45 km) und der Palm Beach International Airport (50 km).

## Kriminalität
Die Kriminalitätsrate lag im Jahr 2010 mit 292 Punkten (US-Durchschnitt: 266 Punkte) im durchschnittlichen Bereich. Es gab 13 Vergewaltigungen, 75 Raubüberfälle, 110 Körperverletzungen, 459 Einbrüche, 563 Diebstähle, 75 Autodiebstähle und zwei Brandstiftungen.